# Achille Guillard
Achille Guillard (né le 28 septembre 1799 à Marcigny ; mort le 20 février 1876 dans le 18e arrondissement de Paris) est un botaniste français qui a participé à l'émergence des statistiques géographiques en France. Il a introduit le terme de « démographie. »

## Biographie
Il fait ses humanités au lycée impérial de Clermont-Ferrand, puis enseigne au collège de Saint-Chamond. D'abord intéressé par la théologie, il étudie la botanique à Genève auprès de Seringe, et soutient sa thèse de docteur ès sciences en 1835. Il achève des travaux sur la croissance des plantes : il y montre que l'ordre de croissance des rameaux est caractéristique de chaque espèce, et obéit à des lois déterminées. Guillard est par ailleurs lié à la célèbre famille Bertillon par sa fille, Zoé, qui épouse Louis-Adolphe Bertillon. Une autre de ses filles épouse l'économiste et historien Gustave Hubbard. Zoé et Louis-Adolphe Bertillon auront trois enfants dont Alphonse et Jacques qui connaîtront une réelle notoriété, tout particulièrement Alphonse qui est à l'origine de l'anthropométrie judiciaire. « Guillard était, dit Larousse, un républicain sincère, un ami fidèle et convaincu de la démocratie (...) principal fondateur de l’école laïque du IXe arrondissement de Paris. »